# Pra Sempre Ao Vivo (álbum de Roberto Carlos)
Pra Sempre Ao Vivo é uma álbum ao vivo do cantor e compositor Roberto Carlos, de 2004.
O disco, também lançado em DVD, é um registro de um show de Roberto realizado no Estádio do Pacaembu, no dia 23 de outubro daquele ano. Com a direção assinada pelo diretor global Roberto Talma, o show traz grandes sucessos, como "Emoções", "O Calhambeque", "Cavalgada", e também canções do disco homônimo de 2003, como "Pra Sempre", "O Cadillac" e "Acróstico, cujas letras inicias de cada verso formam a expressão "Maria Rita Meu Amor".
A versão em CD inclui a canção "A Volta", regravação de um antigo sucesso de Os Vips, composta por Roberto para a dupla em 1966, foi incluída na trilha sonora da telenovela América, da Rede Globo.
Todas as canções foram compostas por Roberto Carlos e Erasmo Carlos, exceto onde estiver indicado.

## Faixas do CD
1. Emoções
  - do álbum de 1981
2. Café da Manhã
  - do álbum de 1978
3. Ilegal, Imoral ou Engorda
  - do álbum de 1976
4. O Calhambeque (Gwen & Loudermilk / Versão de Erasmo Carlos)
  - do álbum É Proibido Fumar (1964)
5. O Cadillac
  - do álbum Pra Sempre (2003)
6. Acróstico (Roberto Carlos)
  - do álbum Pra Sempre (2003)
7. Olha
  - do álbum de 1975
8. Os Seus Botões
  - do álbum de 1976
9. Outra Vez (Isolda)
  - do álbum de 1977
10. Pra Sempre (Roberto Carlos)
  - do álbum Pra Sempre (2003)
11. Cavalgada
  - do álbum de 1977
12. É Preciso Saber Viver
  - do álbum de 1974
13. Coração
  - do álbum de 1984
14. Jesus Cristo
  - do álbum de 1970
15. A Volta

## Faixas do DVD
1. Abertura
2. Emoções
  - do álbum de 1981
3. Eu Te Amo, Te Amo, Te Amo
  - do álbum O Inimitável (1968)
4. Amor Perfeito (Michael Sullivan / Paulo Massadas / Lincoln Olivetti / Robson Jorge)
  - do álbum de 1986
5. Café da Manhã
  - do álbum de 1978
6. Detalhes
  - do álbum de 1971
7. Ilegal, Imoral ou Engorda
  - do álbum de 1976
8. É Proibido Fumar
  - do álbum É Proibido Fumar (1964)
9. O Calhambeque (Gwen & Loudermilk / Versão de Erasmo Carlos)
  - do álbum É Proibido Fumar (1964)
10. O Cadillac
  - do álbum Pra Sempre (2003)
11. Acróstico
  - do álbum Pra Sempre (2003)
12. Por Isso Corro Demais (Roberto Carlos)
  - do álbum Em Ritmo de Aventura (1967)
13. Como É Grande o Meu Amor por Você (Roberto Carlos)
  - do álbum Em Ritmo de Aventura (1967)
14. Olha
  - do álbum de 1975
15. Os Seus Botões
  - do álbum de 1976
16. Outra Vez (Isolda)
  - do álbum de 1977
17. Pra Sempre (Roberto Carlos)
  - do álbum Pra Sempre (2003)
18. Força Estranha (Caetano Veloso)
  - do álbum de 1978
19. Cavalgada
  - do álbum de 1977
20. É Preciso Saber Viver
  - do álbum de 1974
21. Despedida
  - do álbum de 1974
22. Coração
  - do álbum de 1984
23. Jesus Cristo
  - do álbum de 1970

## Músicos participantes
- Eduardo Lages: arranjos e regência
- Antônio Wanderley: piano
- Tutuca Borba: teclados
- Dárcio Mário Ract: baixo elétrico
- Aristeu dos Reis: guitarra base
- Paulinho Coelho Ferreira: guitarra solo e violão
- Norival D'Angelo: bateria
- Dedé: percussão
- Clécio Fortuna: sax-alto
- Dironir Souza: sax-tenor
- Aurino Ferreira: sax-barítono
- Nahor Gomes e Walmir Gil: trompetes
- Jorge Berto: trombone
- Ana Heringer, Luiz Carlos Ismail e Jurema de Cândia: vocais